# William Ouma
William Ouma (Ziwani, Kenia; 1945) es un exfutbolista de Kenia que jugaba en la posición de delantero.

## Carrera

### Club
| Periodo   | Club            |
| --------- | --------------- |
| 1964–1974 | Luo Union FC    |
| 1974–1978 | Gor Mahia FC    |
| 1978–1980 | Kisumu Hotstars |

### Selección nacional
Jugó para Kenia de 1965 a 1977 donde disputó 65 partidos y anotó 35 goles, siendo el goleador histórico de la selección nacional, incluyendo cuatro goles en la Clasificación para la Copa Mundial de Fútbol de 1974.

## Estadísticas

### Goles internacionales
| #  | Fecha                    | Sede                       | Rival          | Resultado | Torneo                                    |
| -- | ------------------------ | -------------------------- | -------------- | --------- | ----------------------------------------- |
| 1  | 28 de febrero de 1965    | Nairobi, Kenia             | Uganda         | 3–0       | 1965 African Cup of Nations qualification |
| 2  | 28 de febrero de 1965    | Nairobi, Kenia             | Uganda         | 3–0       | 1965 African Cup of Nations qualification |
| 3  | 12 de abril de 1965      |                            | Sudán          | 3–4       | Amistoso                                  |
| 4  | 15 de septiembre de 1965 | Kitwe, Zambia              | Zambia         | 3–2       | Amistoso                                  |
| 5  | 15 de septiembre de 1965 | Kitwe, Zambia              | Zambia         | 3–2       | Amistoso                                  |
| 6  | 20 de octubre de 1965    | Nairobi, Kenia             | Tanganica      | 4–2       | Jomo Kenyatta Cup                         |
| 7  | 20 de octubre de 1965    | Nairobi, Kenia             | Tanganica      | 4–2       | Jomo Kenyatta Cup                         |
| 8  | 5 de marzo de 1966       | Kampala, Uganda            | Uganda         | 3–2       | Amistoso                                  |
| 9  | 30 de septiembre de 1966 | Zanzibar City, Tanzania    | Tanzania       | 3–2       | 1966 Gossage Cup                          |
| 10 | 25 de febrero de 1967    | Jartum, Sudán              | Tanzania       | 2–0       | Amistoso                                  |
| 11 | 19 de agosto de 1967     | Nairobi, Kenia             | Congo-Kinshasa | 5–4       | Amistoso                                  |
| 12 | 19 de agosto de 1967     | Nairobi, Kenia             | Congo-Kinshasa | 5–4       | Amistoso                                  |
| 13 | 30 de septiembre de 1967 | Nairobi, Kenia             | Uganda         | 3–1       | 1967 Challenge Cup                        |
| 14 | 30 de septiembre de 1967 | Nairobi, Kenia             | Uganda         | 3–1       | 1967 Challenge Cup                        |
| 15 | 4 de octubre de 1967     | Nairobi, Kenia             | Zanzíbar       | 6–0       | 1967 Challenge Cup                        |
| 16 | 4 de octubre de 1967     | Nairobi, Kenia             | Zanzíbar       | 6–0       | 1967 Challenge Cup                        |
| 17 | 28 de septiembre de 1969 | Kampala, Uganda            | Zanzíbar       | 2–1       | 1969 Challenge Cup                        |
| 18 | 11 de noviembre de 1970  | Nairobi, Kenia             | Etiopía        | 2–0       | 1972 African Cup of Nations qualification |
| 19 | 24 de junio de 1971      | Nairobi, Kenia             | Sudán          | 3–3       | Amistoso                                  |
| 20 | 25 de septiembre de 1971 | Nairobi, Kenia             | Tanzania       | 1–1       | 1971 Challenge Cup                        |
| 21 | 24 de octubre de 1971    | Lusaka, Zambia             | Zambia         | 1–0       | Amistoso                                  |
| 22 | 16 de julio de 1972      | Nairobi, Kenia             | Sudán          | 1–0       | 1974 FIFA World Cup qualification         |
| 23 | 10 de diciembre de 1972  | Port Louis, Islas Mauricio | Mauricio       | 3–1       | 1974 FIFA World Cup qualification         |
| 24 | 10 de diciembre de 1972  | Port Louis, Islas Mauricio | Mauricio       | 3–1       | 1974 FIFA World Cup qualification         |
| 25 | 17 de diciembre de 1972  | Nairobi, Kenia             | Mauricio       | 2–2       | 1974 FIFA World Cup qualification         |
| 26 | 17 de diciembre de 1972  | Nairobi, Kenia             | Mauricio       | 2–2       | 1974 FIFA World Cup qualification         |
| 27 | 19 de agosto de 1973     | Nairobi, Kenia             | Zambia         | 2–2       | 1974 FIFA World Cup qualification         |
| 28 | 23 de septiembre de 1973 | Kampala, Uganda            | Zanzíbar       | 3–0       | Copa CECAFA 1973                          |
| 29 | 23 de septiembre de 1973 | Kampala, Uganda            | Zanzíbar       | 3–0       | Copa CECAFA 1973                          |
| 30 | 12 de diciembre de 1973  | Nairobi, Kenia             | Zambia         | 3–3       | Amistoso                                  |
| 31 | 12 de diciembre de 1973  | Nairobi, Kenia             | Zambia         | 3–3       | Amistoso                                  |
| 32 | 12 de diciembre de 1973  | Nairobi, Kenia             | Zambia         | 3–3       | Amistoso                                  |
| 33 | 5 de junio de 1975       | Nairobi, Kenia             | Etiopía        | 2–1       | Amistoso                                  |
| 34 | 9 de noviembre de 1975   | Lusaka, Zambia             | Malaui         | 2–2       | Copa CECAFA 1975                          |
| 35 | 29 de junio de 1976      | Victoria, Seychelles       | Reunión        | 3–1       | Juegos del océano Índico de 1976          |

## Logros
- Liga keniata de fútbol: 1

1964, 1974, 1975, 1976
- Copa de Kenia

1964, 1965